# Rue du Marché-Palu

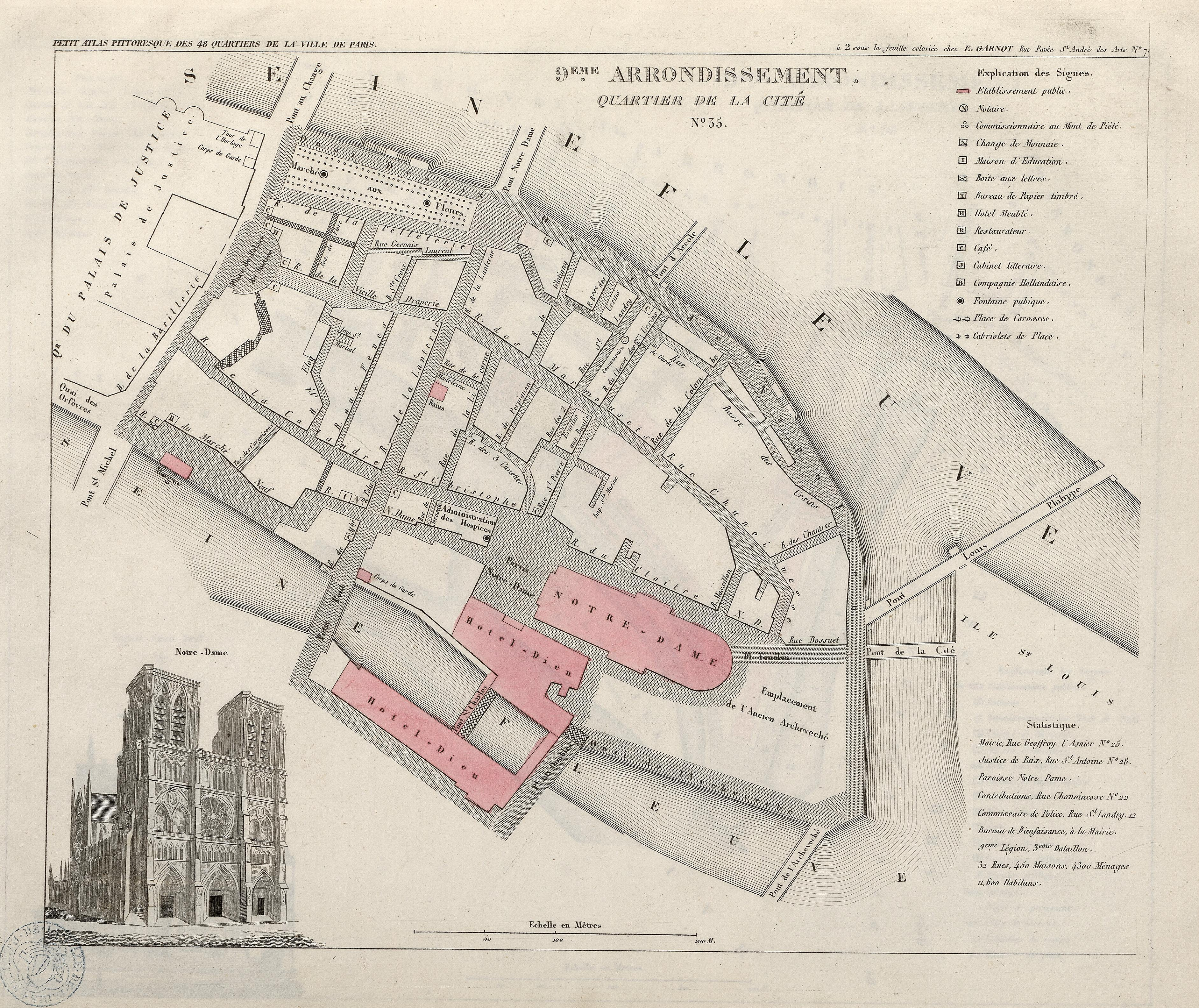
La rue du Marché-Palu avant sa fusion avec les rues de la Juiverie et de la Lanterne sous la dénomination commune rue de la Cité. Plan du quartier de la Cité de l'ancien 9e arrondissement de Paris, Petit atlas pittoresque.

La rue du Marché-Palu est une ancienne rue de Paris, aujourd'hui disparue. Elle était située dans le quartier de la Cité de l'ancien 9e arrondissement (actuel 4e arrondissement).

## Origine du nom
Palu en vieux français signifie « marais », « étang », « bourbier ». On lui donna ce nom car elle conduisait à un marché nommé « Palu », car celui-ci n'était pas pavé et le terrain était humide et boueux.
Quoique le terrain fut exhaussé, il ne semble pas qu'il y ait eu un marais à cet emplacement, l'île de la Cité étant entourée d'une enceinte qui la mettait à l'abri de certaines inondations. Le marché était à une certaine distance du rivage mais il recevait les eaux pluviales et toutes celles de l'île de la Cité qui passaient par cet endroit pour se déverser dans la Seine[réf. nécessaire].

## Situation
Cette rue orientée nord-sud et perpendiculaire au petit bras de la Seine commençait à la jonction des rues de la Calandre et Saint-Christophe dans la continuation de la rue de la Lanterne et finissait face au Petit-Pont. Elle était située dans l'ancien 9e arrondissement
,.
Les numéros de la rue étaient noirs. Le dernier numéro impair était le no 15 et le dernier numéro pair était le no 26.

## Historique
Sous l'occupation romaine, cette voie fait partie du cardo maximus de Lutèce, axe routier nord-sud qui structure traditionnellement les cités romaines.
La rue Palu, et son marché, qui constitue un fief, sont connus dès le XIIIe siècle. C'est le premier marché qui existe à Paris. En 1720-1729, ce fief, appelé « fief du marché Pallu et de Gloriette » appartient à la famille Prime ou Prisme. On vend dans ce marché du blé, des herbes et des légumes.
En 1702, la rue qui fait partie du quartier de la Cité possède dix maisons et trois lanternes.
Entre 1791 et 1793, s'y trouve l'imprimerie Langlois fils.
Une décision ministérielle du 26 prairial an XI (15 juin 1803) signée Chaptal fixe la largeur de la rue du Marché-Palu à 12 mètres.
Le 13 mai 1834, sur la demande des propriétaires riverains, le ministre de l'Intérieur Adolphe Thiers décide de fusionner la rue du Marché-Palu, la rue de la Juiverie et la rue de la Lanterne sous le nom de « rue de la Cité ». Dans la deuxième partie du XIXe siècle, la rue de la Cité est entièrement reconstruite, faisant ainsi disparaitre les immeubles anciens de la rue du Marché-Palu.